# Mercedes-Benz M256 (двигатель)

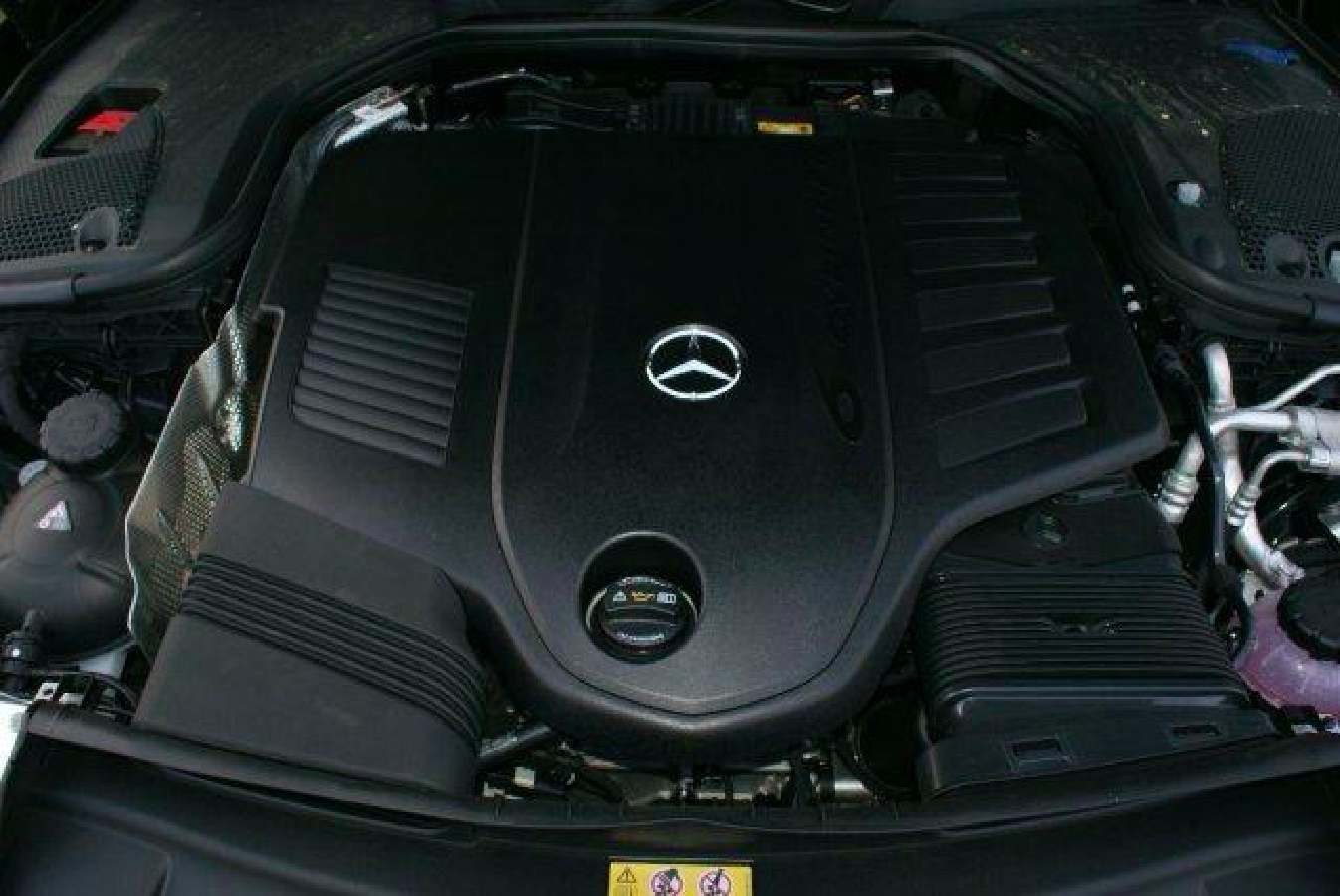

Mercedes-Benz M256 – это турбированный рядный шестицилиндровый двигатель. Был впервые представлен на W222 S450. Он заменяет предыдущий двигатель V6 M276, производится с 2017 года.

## Описание
M256 делит общую модульную платформу с четырёхцилиндровыми двигателями и двигателями V8, все они имеют по 500 куб. см. на цилиндр. У двигателя алюминиевый блок с двумя распредвалами и по 4 клапана по цилиндр. В M256, помимо обычной 12-вольтной, используется дополнительная 48-вольтная бортовая сеть, которая управляет дополнительным электрическим компрессором BorgWarner, крутящимся на скорости до 70 тысяч оборотов в минуту для снижения задержки турбины. Встроенный стартер-генератор также добавляет до 16 кВт (22 л.с.) к мощности и 220 Нм крутящего момента, а также позволяет избавиться от приводных ремней за счёт использования электрических водяного насоса и компрессора кондиционера.

## Версии

### M 256 E30 DEH LA G R
| Устанавливался в | Серия     | Дата производства |
| --- | --------- | ----------------- |
| Объём: 2999 cm³, Мощность: 270 + 16 кВт (367 + 22 л.с.) на 5.500–6.100/мин, Крутящий Момент: 500 Нм на 1.800-5.500/мин |           |                   |
| CLS 450 4MATIC | C257      | с 03/2018         |
| S 450 | серия 222 | с 07/2017         |
| Austro Daimler Bergmeister PHEV                                                                                        |           | с 2019            |

### M 256 E30 DEH LA G
| Устанавливался в | Серия        | Дата производства   |
| --- | ------------ | ------------------- |
| Объём: 2999 cm³, Мощность: 320 + 16 кВт (435 + 22 л.с.) на 5.900-6.100/мин, Крутящий Момент: 520 Нм на 1.800-5.500/мин |              |                     |
| E 53 4MATIC+ | W213 C238    | с 04/2018 с 05/2018 |
| CLS 53 4MATIC+ | C257         | с 05/2018           |
| AMG GT 53 4MATIC+ | X290         | с середины 2019     |
| S 500 | серия 222    | с 07/2017           |
| Aston Martin DBX | Straight-Six | с 11/2021           |

* Расшифровка сокращений: M = Мотор (Отто), Серия = 3 цифры,  DE = Непосредственный впрыск, A = Турбонаддув, L = охлаждение наддувного воздуха.